# Пеперомия снежная
Пеперомия снежная (лат. Peperomia nivalis) — вид растений рода Пеперомия (Peperomia) семейства Перцевые (Piperaceae), естественно произрастающий на территории Перу.

## Название
Родовое латинское название Peperomia происходит от греческого слова peperi (πέπερι) — «перец», и, вероятно, греческого слова homos, homoios (ὁμός) — «подобный», из-за сходства с родом Piper.
Видовой эпитет nivalis переводится с латыни как «относящийся к снегу», возможно, для указания на высокогорное местообитание;  снежный, снеговой.

## Ботаническое описание
Многолетнее вечнозелёное травянистое растение, суккулент, полукустарник или литофит. Листья сочные, кошельковидные, светло-зеленые, до 7,5 см длиной, до 1,2 см шириной. Две половинки каждого листа слиты и складываются вверх по темно-зеленым краям вдоль их изогнутой верхней поверхности.

## Таксономия
Peperomia nivalis Miq., первое упоминание в Syst. Piperac.: 112 (1843).

### Внутривидовые таксоны
Подтвержденные внутривидовые таксоны в соответствии с данными сайта Plants of the World Online на 2024 год:
- Peperomia nivalis var. compacta Pino & Cieza
- Peperomia nivalis f. diminuta Pino
- Peperomia nivalis var. lepadiphylla (Trel.) Pino
- Peperomia nivalis var. nivalis
- Peperomia nivalis var. sanmarcensis Pino & Cieza